# Brivio
Brivio is een gemeente in de Italiaanse provincie Lecco (regio Lombardije) en telt 4462 inwoners (31-12-2004). De oppervlakte bedraagt 7,9 km², de bevolkingsdichtheid is 588 inwoners per km².

## Demografie
Brivio telt ongeveer 1716 huishoudens. Het aantal inwoners steeg in de periode 1991-2001 met 7,4% volgens cijfers uit de tienjaarlijkse volkstellingen van ISTAT.
| Jaar | Inwoneraantal |
| ---- | ------------- |
| 1991 | 3831          |
| 2001 | 4115          |

## Geografie
Brivio grenst aan de volgende gemeenten: Airuno, Calco, Calolziocorte, Cisano Bergamasco (BG), Monte Marenzo, Olgiate Molgora, Olginate, Pontida (BG), Villa d'Adda (BG).

## Externe link

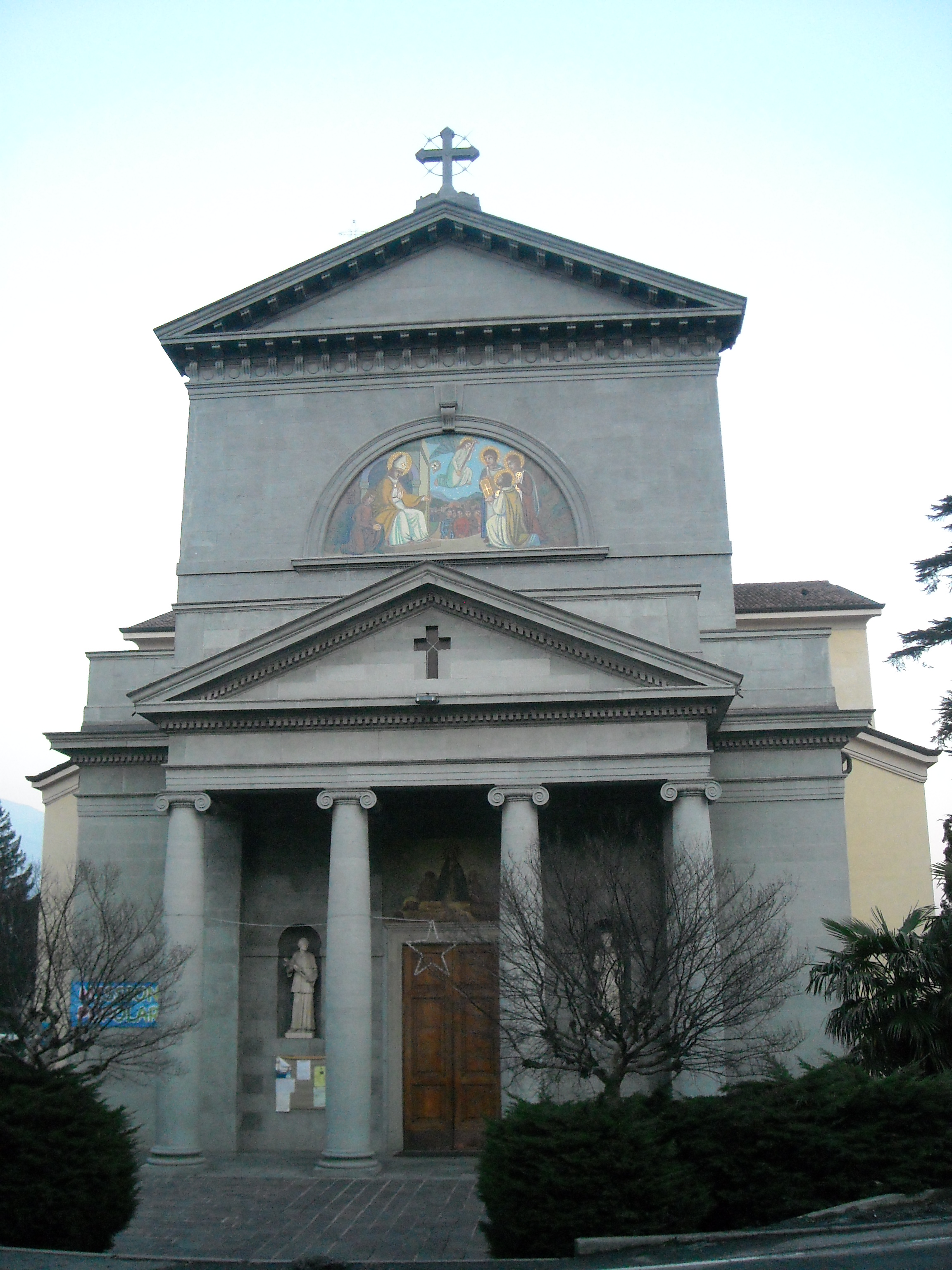
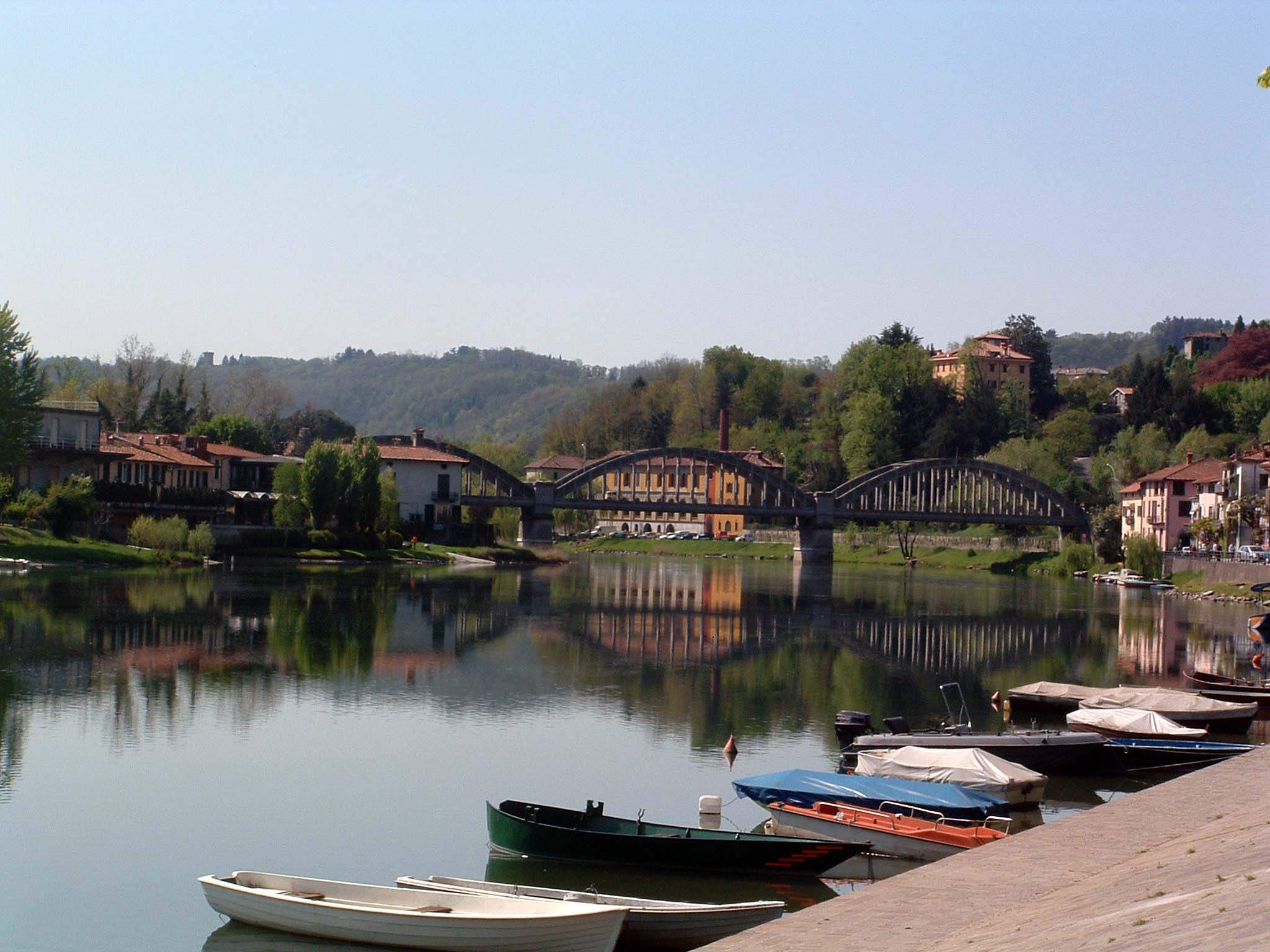